# Brookfield (Missouri)
Brookfield é uma cidade localizada no estado americano de Missouri, no Condado de Linn.

## Demografia
Segundo o censo americano de 2000, a sua população era de 4769 habitantes. 
Em 2006, foi estimada uma população de 4414, um decréscimo de 355 (-7.4%).

## Geografia
De acordo com o United States Census Bureau tem uma área de 
11,1 km², dos quais 11,1 km² cobertos por terra e 0,0 km² cobertos por água.

## Localidades na vizinhança
O diagrama seguinte representa as localidades num raio de 16 km ao redor de Brookfield. 